# Puchar Europy w Lekkoatletyce 1970 – półfinał mężczyzn (Sarajewo)
Półfinał pucharu Europy w lekkoatletyce w 1970 mężczyzn odbył się 1 i 2 sierpnia w Sarajewie. Był to jeden z trzech półfinałów. Pozostałe odbyły się w Helsinkach i Zurychu.
Wystąpiło sześć zespołów, z których dwa najlepsze awansowały do finału.

## Klasyfikacja generalna
| Poz. | Reprezentacja  | Punkty |
| ---- | -------------- | ------ |
| 1    | RFN            | 97     |
| 2    | Włochy         | 82,5   |
| 3    | Czechosłowacja | 76     |
| 4    | Węgry          | 65,5   |
| 5    | Jugosławia     | 58     |
| 6    | Bułgaria       | 40     |

## Wyniki indywidualne
Kolorami oznaczono zawodników reprezentujących zwycięskie drużyny.

### Bieg na 100 metrów
| Lp. | Państwo        | Zawodnik         | Wynik |
| --- | -------------- | ---------------- | ----- |
| 1.  | Czechosłowacja | Luděk Bohman     | 10,4  |
| 2.  | RFN            | Gerhard Wucherer | 10,5  |
| 3.  | Jugosławia     | Ivica Karasi     | 10,6  |
| 4.  | Węgry          | Tibor Farkas     | 10,6  |
| 5.  | Włochy         | Ennio Preatoni   | 10,6  |
| 6.  | Bułgaria       | Dimczo Arnaudow  | 10,8  |

### Bieg na 200 metrów
| Lp. | Państwo        | Zawodnik            | Wynik |
| --- | -------------- | ------------------- | ----- |
| 1.  | RFN            | Jochen Eigenherr    | 20,9  |
| 2.  | Czechosłowacja | Luděk Bohman        | 21,0  |
| 3.  | Jugosławia     | Ivica Karasi        | 21,0  |
| 4.  | Włochy         | Giacomo Puosi       | 21,1  |
| 5.  | Węgry          | Tibor Farkas        | 21,3  |
| 6.  | Bułgaria       | Trendafił Terzijski | 21,7  |

### Bieg na 400 metrów
| Lp. | Państwo        | Zawodnik         | Wynik |
| --- | -------------- | ---------------- | ----- |
| 1.  | RFN            | Dieter Hübner    | 46,5  |
| 2.  | Jugosławia     | Miro Kocuvan     | 46,8  |
| 3.  | Włochy         | Sergio Bello     | 46,8  |
| 4.  | Węgry          | István Rózsa     | 47,0  |
| 5.  | Czechosłowacja | Jozef Plachý     | 47,3  |
| 6.  | Bułgaria       | Aleksandyr Janew | 49,1  |

### Bieg na 800 metrów
| Lp. | Państwo        | Zawodnik         | Wynik  |
| --- | -------------- | ---------------- | ------ |
| 1.  | Jugosławia     | Jože Međimurec   | 1:49,4 |
| 2.  | Czechosłowacja | Jozef Plachý     | 1:49,6 |
| 3.  | RFN            | Walter Adams     | 1:50,1 |
| 4.  | Włochy         | Gianni Del Buono | 1:50,4 |
| 5.  | Węgry          | Sándor Fekete    | 1:51,2 |
| 6.  | Bułgaria       | Georgi Bożkow    | 1:51,8 |

### Bieg na 1500 metrów
| Lp. | Państwo        | Zawodnik         | Wynik  |
| --- | -------------- | ---------------- | ------ |
| 1.  | Włochy         | Francesco Arese  | 3:47,6 |
| 2.  | Czechosłowacja | Petr Bláha       | 3:48,2 |
| 3.  | RFN            | Erik Maasch      | 3:48,4 |
| 4.  | Węgry          | János Török      | 3:48,5 |
| 5.  | Jugosławia     | Slavko Koprivica | 3:49,2 |
| 6.  | Bułgaria       | Najden Petrow    | 3:49,6 |

### Bieg na 5000 metrów
| Lp. | Państwo        | Zawodnik          | Wynik   |
| --- | -------------- | ----------------- | ------- |
| 1.  | Włochy         | Francesco Arese   | 14:16,8 |
| 2.  | RFN            | Harald Norpoth    | 14:17,6 |
| 3.  | Bułgaria       | Georgi Tichow     | 14:18,2 |
| 4.  | Jugosławia     | Dušan Grahovac    | 14:19,6 |
| 5.  | Węgry          | Dénes Simon       | 14:21,0 |
| 6.  | Czechosłowacja | Stanislav Hoffman | 14:22,2 |

### Bieg na 10 000 metrów
| Lp. | Państwo        | Zawodnik           | Wynik   |
| --- | -------------- | ------------------ | ------- |
| 1.  | Jugosławia     | Dane Korica        | 29:25,4 |
| 2.  | RFN            | Manfred Letzerich  | 29:26,8 |
| 3.  | Włochy         | Giuseppe Ardizzone | 29:27,8 |
| 4.  | Węgry          | Lajos Mecser       | 29:29,6 |
| 5.  | Czechosłowacja | Václav Mládek      | 29:56,2 |
| 6.  | Bułgaria       | Miłen Conew        | 31:22,8 |

### Bieg na 110 metrów przez płotki
| Lp. | Państwo        | Zawodnik          | Wynik |
| --- | -------------- | ----------------- | ----- |
| 1.  | Czechosłowacja | Lubomír Nádeníček | 13,7  |
| 2.  | Włochy         | Sergio Liani      | 13,8  |
| 3.  | RFN            | Günther Nickel    | 13,8  |
| 4.  | Jugosławia     | Dragan Stoicević  | 14,2  |
| 5.  | Bułgaria       | Sławczo Dimitrow  | 14,3  |
| 6.  | Węgry          | Lóránd Milassin   | 14,4  |

### Bieg na 400 metrów przez płotki
| Lp. | Państwo        | Zawodnik         | Wynik |
| --- | -------------- | ---------------- | ----- |
| 1.  | RFN            | Werner Reibert   | 50,4  |
| 2.  | Włochy         | Giorgio Ballati  | 51,3  |
| 3.  | Czechosłowacja | Miroslav Kodejš  | 51,8  |
| 4.  | Jugosławia     | Ivica Matijević  | 52,3  |
| 5.  | Węgry          | Zsolt Ringhoffer | 52,7  |
| 6.  | Bułgaria       | Christo Gergow   | 52,8  |

### Bieg na 3000 metrów z przeszkodami
| Lp. | Państwo        | Zawodnik          | Wynik  |
| --- | -------------- | ----------------- | ------ |
| 1.  | Bułgaria       | Michaił Żelew     | 8:29,4 |
| 2.  | Włochy         | Umberto Risi      | 8:42,8 |
| 3.  | RFN            | Rolf Burscheid    | 8:43,2 |
| 4.  | Czechosłowacja | Petr Havel        | 8:43,8 |
| 5.  | Węgry          | Sándor Máthé      | 8:47,6 |
| 6.  | Jugosławia     | Miroslav Pavlović | 8:47,8 |

### Sztafeta 4 × 100 metrów
| Lp. | Państwo        | Zawodnicy                                                                    | Wynik  |
| --- | -------------- | ---------------------------------------------------------------------------- | ------ |
| 1.  | Czechosłowacja | Ladislav Kříž Juraj Demeč Petr Utěkal Luděk Bohman                           | 39,3   |
| 2.  | RFN            | Franz-Peter Hofmeister Klaus-Dieter Bieler Gerhard Wucherer Jochen Eigenherr | 39,6   |
| 3.  | Jugosławia     | Jovan Mušković Gabor Lenđel Miro Kocuvan Ivica Karasi                        | 39,7 = |
| 4.  | Włochy         | Giorgio Rietti Ennio Preatoni Gaetano Calvo Pasqualino Abeti                 | 39,8   |
| 5.  | Węgry          | Tibor Farkas László Mihályfi István Bátori József Fügedi                     | 40,2   |
| –   | Bułgaria       |                                                                              | DQ     |

### Sztafeta 4 × 400 metrów
| Lp. | Państwo        | Zawodnicy                                                            | Wynik  |
| --- | -------------- | -------------------------------------------------------------------- | ------ |
| 1.  | RFN            | Horst-Rüdiger Schlöske Hermann Köhler Dieter Hübner Roland Roßmeisel | 3:06,4 |
| 2.  | Czechosłowacja | Jiří Ryba Jozef Plachý Karel Šoch Tomáš Jungwirth                    | 3:06,7 |
| 3.  | Węgry          | István Rózsa István Bátori József Fügedi András Zsinka               | 3:07,6 |
| 4.  | Włochy         | Claudio Trachello Giacomo Puosi Sergio Bello Furio Fusi              | 3:08,3 |
| 5.  | Jugosławia     | Josip Alebić Stojan Puač Stjepan Kremer Miro Kocuvan                 | 3:11,3 |
| 6.  | Bułgaria       | Aleksandyr Janew Krystjo Christow Georgi Bożkow Christo Gergow       | 3:11,3 |

### Skok wzwyż
| Lp. | Państwo        | Zawodnik            | Wynik |
| --- | -------------- | ------------------- | ----- |
| 1.  | Włochy         | Erminio Azzaro      | 2,11  |
| 1.  | Węgry          | Endre Kelemen       | 2,11  |
| 3.  | Czechosłowacja | Jaroslav Alexa      | 2,11  |
| 4.  | RFN            | Hermann Magerl      | 2,09  |
| 5.  | Jugosławia     | Miodrag Todosijević | 2,05  |
| 6.  | Bułgaria       | Petyr Bogdanow      | 2,05  |

### Skok o tyczce
| Lp. | Państwo        | Zawodnik          | Wynik |
| --- | -------------- | ----------------- | ----- |
| 1.  | Włochy         | Renato Dionisi    | 5,10  |
| 2.  | RFN            | Heinfried Engel   | 4,90  |
| 3.  | Bułgaria       | Dimityr Chlebarow | 4,60  |
| 4.  | Węgry          | Ágoston Schulek   | 4,60  |
| 5.  | Czechosłowacja | Karel Jelínek     | 4,60  |
| 6.  | Jugosławia     | Darko Novosel     | 4,00  |

### Skok w dal
| Lp. | Państwo        | Zawodnik        | Wynik |
| --- | -------------- | --------------- | ----- |
| 1.  | RFN            | Josef Schwarz   | 7,82  |
| 2.  | Węgry          | Henrik Kalocsai | 7,51  |
| 3.  | Czechosłowacja | Jan Broda       | 7,48  |
| 4.  | Jugosławia     | Nenad Stekić    | 7,43  |
| 5.  | Włochy         | Carlo Arrighi   | 7,39  |
| 6.  | Bułgaria       | Georgi Marin    | 7,21  |

### Trójskok
| Lp. | Państwo        | Zawodnik          | Wynik |
| --- | -------------- | ----------------- | ----- |
| 1.  | Włochy         | Giuseppe Gentile  | 16,72 |
| 2.  | RFN            | Michael Sauer     | 16,43 |
| 3.  | Bułgaria       | Georgi Stojkowski | 15,74 |
| 4.  | Czechosłowacja | Václav Fišer      | 15,74 |
| 5.  | Jugosławia     | Milan Spasojević  | 15,46 |
| 6.  | Węgry          | Henrik Kalocsai   | 15,05 |

### Pchniecie kulą
| Lp. | Państwo        | Zawodnik             | Wynik |
| --- | -------------- | -------------------- | ----- |
| 1.  | RFN            | Heinfried Birlenbach | 19,64 |
| 2.  | Węgry          | Sándor Holub         | 18,25 |
| 3.  | Jugosławia     | Ivan Ivančić         | 18,22 |
| 4.  | Czechosłowacja | Miroslav Janoušek    | 18,06 |
| 5.  | Włochy         | Renato Bergonzoni    | 17,14 |
| 6.  | Bułgaria       | Michaił Kioszew      | 16,24 |

### Rzut dyskiem
| Lp. | Państwo        | Zawodnik        | Wynik |
| --- | -------------- | --------------- | ----- |
| 1.  | Czechosłowacja | Ludvík Daněk    | 62,68 |
| 2.  | Węgry          | Ferenc Tégla    | 59,72 |
| 3.  | RFN            | Hein-Direck Neu | 58,76 |
| 4.  | Włochy         | Silvano Simeon  | 57,92 |
| 5.  | Bułgaria       | Wełko Wełew     | 53,02 |
| 6.  | Jugosławia     | Marjan Gredelj  | 51,70 |

### Rzut młotem
| Lp. | Państwo        | Zawodnik        | Wynik |
| --- | -------------- | --------------- | ----- |
| 1.  | Węgry          | Gyula Zsivótzky | 70,92 |
| 2.  | RFN            | Uwe Beyer       | 69,10 |
| 3.  | Włochy         | Mario Vecchiato | 66,42 |
| 4.  | Bułgaria       | Dimityr Mindow  | 64,12 |
| 5.  | Czechosłowacja | Jaroslav Hájek  | 63,18 |
| 6.  | Jugosławia     | Dražen Goić     | 60,16 |

### Rzut oszczepem
| Lp. | Państwo        | Zawodnik         | Wynik |
| --- | -------------- | ---------------- | ----- |
| 1.  | Węgry          | József Csik      | 81,10 |
| 2.  | Włochy         | Renzo Cramerotti | 76,88 |
| 3.  | Bułgaria       | Miłczo Miłenski  | 73,98 |
| 4.  | RFN            | Klaus Wolfermann | 72,76 |
| 5.  | Czechosłowacja | Jaroslav Halva   | 72,58 |
| 6.  | Jugosławia     | Neđo Đurović     | 71,60 |